# Licuala hainanensis
Licuala hainanensis är en enhjärtbladig växtart som beskrevs av A.J.Hend., L.X.Guo och Anders Sánchez Barfod. Licuala hainanensis ingår i släktet Licuala och familjen Arecaceae.
Artens utbredningsområde är Hainan (Kina). Inga underarter finns listade i Catalogue of Life.